# Си, Шериф
Шериф Мумина Си (фр. Chériff Moumina Sy; род. 17 мая 1960, Нема) — государственный и политический деятель Буркина-Фасо мавританского происхождения, занимавший пост временного главы парламента с 2014 по 2015 год.

## Биография

### Журналистская карьера
Си — сын генерала армии Бабы Си, который участвовал в революции 1983 года, приведшей к власти Тома Санкару. После смерти Санкары в 1987 году младший Си переехал в Париж и возглавил Комитет защиты революции. Он был критиком президента Блеза Компаоре. По профессии Си был журналистом и редактировал газету «Бендре». В марте 2013 года был переизбран главой Общества редакторов частной прессы.
Си сыграл важную роль в народных демонстрациях, которые привели к свержению Компаоре в 2014 году. В ноябре 2014 года Мишель Кафандо был избран президентом после того, как комиссия из 23 чиновников отдала ему предпочтение перед другими кандидатами, среди которых были Жозефине Уэдраого и Шериф Си. 27 ноября Си стал президентом Национального переходного совета Буркина-Фасо, победив своего главного соперника Ибрагима Коне с перевесом в 71 голос против 14. На этом посту он выдвинул ряд предложений, таких как отмена смертной казни, поскольку его друг Норберт Зонго был казнён. Си также выступил автором закона о праве на доступ к информации. Однако его наиболее спорный закон внёс поправки в избирательный кодекс.

### Роль в государственном перевороте и его последствиях
Он исполнял обязанности президента с 17 по 23 сентября 2015 года, во время государственного переворота, совершённого в сентябре 2015 года Жильбером Дьендере. В результате президент Мишель Кафандо и премьер-министр Исаак Зида были взяты в заложники. «Переворот не стал неожиданностью», — сказал он. «С самого начала переходного периода я всегда говорил, что если бы это подразделение не было распущено, эти силы будут развёрнуты в другом месте, и у нас возникнут проблемы». Вскоре он опубликовал заявление, в котором говорилось, что между военным руководством и «элементами RSP», ответственными за переворот, ведётся диалог, и отметил, что страна находится в опасности. Си с самого начала критиковал переворот. Известный своей твёрдостью в поведении, он осудил соглашение, предложенное в Экономическом сообществе западноафриканских государств обоими африканскими посредниками, президентом Сенегала Маки Салем и президентом Бенина Яйи Бони, которое позволило бы бывшим сторонникам Блеза Компаоре участвовать в выборах и предложило амнистию лицам, совершившим государственный переворот.
Поскольку он был третьим по значимости чиновником в стране, Си объявил себя временным президентом. Он инициировал кампанию в социальных сетях по свержению лидеров переворота. Значительная часть армии поддержала его кампанию, поскольку не доверяла Дендиеру и президентской гвардии. В конечном итоге Дендиере признал, что переворот был ошибкой. Когда в ноябре были объявлены выборы, Си отказался от участия в них и ушёл из политической жизни Буркина-Фасо. Он был удостоен журналистской премии за свою роль в прекращении переворота.
15 марта 2016 года он выступил с программной речью на конференции в Аккре, Гана, под названием «Содействие развитию профессиональной журналистики для эффективного управления в Западной Африке». Его характеризовали как «санкариста до мозга костей».
24 января 2019 года Шериф Си был назначен государственным министром, министром национальной обороны и по делам ветеранов в правительстве Кристофа Жозефа Мари Дабире, заменив Жан-Клода Буда.
После перестановок в кабинете министров 30 июня 2021 года Шериф Си покинул правительство Дабире II. Президент Каборе сам назначил себя министром обороны. Генерал Эме Бартелеми Симпоре назначен министром-делегатом, ответственным за оборону.